# ایوانچا (صربستان)
ایوانچا (به صربی: Ivanča) یک منطقهٔ مسکونی در صربستان است.